# Iglesia de San Serafín de Sarov
La iglesia de San Serafín de Sarov (en ruso, Храм Преподобного Серафима Саровского) es un templo de la Iglesia ortodoxa rusa situado en la ciudad de Rostov del Don, construido a principios del siglo XX según el proyecto del arquitecto Boris Raichenkov.

## Historia
Los habitantes ortodoxos de la aldea de Gnilovskaya (en el territorio de Rostov del Don) fueron los primeros en Rusia en construir una iglesia en el nombre de San Serafín de Sarov. Su construcción comenzó en 1904, se terminó en 1911 y fue consagrada el 4 de diciembre del mismo año.
En 1922, bajo el pretexto de ayudar a los hambrientos en la Rusia soviética, se expropiaron reliquias de plata y oro de la iglesia de San Serafín de Sarov. La iglesia fue cerrada en 1937, pero los servicios divinos fueron renovados en 1942 y continuaron celebrándose hasta 1956.
En la década de 1990, el edificio de la iglesia fue devuelto a la Iglesia ortodoxa rusa, en 1995, la iglesia comenzó a ser restaurada y el 14 de septiembre de 2004 la iglesia fue consagrada nuevamente por el obispo de Rostov y Novocherkask Panteleimon.